# Agra brentoides
Agra brentoides is een keversoort uit de familie van de loopkevers (Carabidae). De wetenschappelijke naam van de soort is voor het eerst geldig gepubliceerd in 1823 door Pierre André Latreille en Pierre François Marie Auguste Dejean.